# Mülheim an der Ruhr
Mülheim an der Ruhr é uma cidade da Alemanha localizada na região administrativa de Düsseldorf, estado da Renânia do Norte-Vestfália.
Mülheim é uma cidade independente (kreisfreie Stadt) ou distrito urbano (Stadtkreis), ou seja, possui estatuto de distrito (Kreis).